# Dulcício (vigário)
Dulcício (em latim: Dulcitius) foi um oficial bizantino dos séculos VI e VII, ativo durante o reinado do imperador Maurício (r. 582–602). Homem magnífico (vir magnificus), sabe-se que exerceu a função de vigário do prefeito pretoriano da Itália João. Em março de 600, quando estava estacionado em Nápoles, recebeu uma carta de João através do papa Gregório I (r. 590–604), na qual recebeu ordens para confiscar os suprimentos eclesiásticos de grãos da cidade para o Estado.